# Victoria Highlanders
El Victoria Highlanders es un equipo de fútbol de Canadá que juega en la USL League Two, la cuarta división del fútbol en Estados Unidos.

## Historia
Fue fundado en el año 2007 en la ciudad de Victoria, Columbia Británica luego del éxito que tuvo el Mundial Sub-20 jugado en Canadá. Posee una de las estructuras internas más amplias entre los clubes de fútbol canadienses, ya que además de contar son una sección de fútbol femenil, coordina con los clubes sub-21 de la Vancouver Island Soccer League para el desarrollo de jugadores entre 16 y 21 años de edad, los clubes de las ligas regionales y universitarias de la NCAA, así como jugadores locales.
El club anunció que en la temporada 2015 formaría parte de la Pacific Coast Soccer League de Canadá.
El 29 de enero de 2016 compraron la franquicia del Puget Sound Gunners FC y retornaron a la USL PDL.

## Rivalidades
Su mayor rivalidad es con el Vancouver Whitecaps II por ser los dos equipos más fuertes de Columbia Británica, aunque los Whitecaps están un nivel por delante dentro del estado, también tiene una rivalidad con el Kitsap Pumas debido a que ambos clubes empezaron a jugar en la USL Premier Development League en 2009 y los partidos entre ambos clubes se muestran gran cantidad de tarjetas.

## Palmarés
- USL PDL Northeast Division: 1

2013

## Estadísticas
- Temporadas en la USL PDL NW Division: 6.
- Mayor asistencia de local: 2412, 23 de mayo de 2009. Bear Mtn Stadium vs Abbotsfort Mariners
- Peor asistencia de local: 716, 18 de julio de 2011. Bear Mtn Stadium vs Washington Crossfire
- Más goles anotados en un partido: Victoria Highlanders 6 -3 Tacoma Tide/Seattle Sounders II en 2009, Victoria Highlanders 6-1 Yakima Reds en 2009.
- Más goles en un partido de visitante: Lane United 0 - 7 Victoria Highlanders en 2014.
- Más goles anotados en un partido de playoff:  Ventura County Fusion 2 - 3 Victoria Highlanders (2013)
- Mejor posición en la USL PDL NW Division: 1º (2013)
- Peor posición en la USL PDL NW Division: 6º (2012)
- Participaciones en Playoffs: 3
- Mejor participación en USL PDL Playoffs: Semifinales (2013)

Actualización: 21 de agosto de 2014

## Estadios
- Bear Mountain Stadium; Langford, British Columbia (2009–2011)
- Royal Athletic Park; Victoria, British Columbia (2011-)

## Entrenadores
- Colin Miller (2009)
- Ian Bridge (2010–2012)
- Steve Simonson (2012–)

## Jugadores

### Jugadores destacados
- Jamie Cunningham
- Diaz Kambere